# Samuel Finkelstein

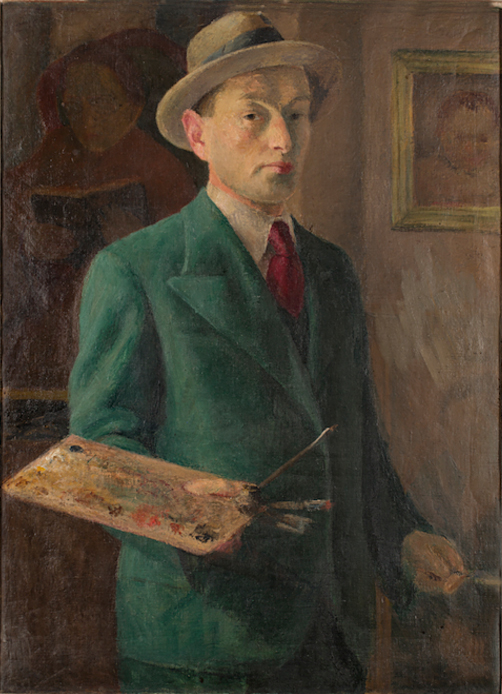
Selbstporträt (ohne Jahr)

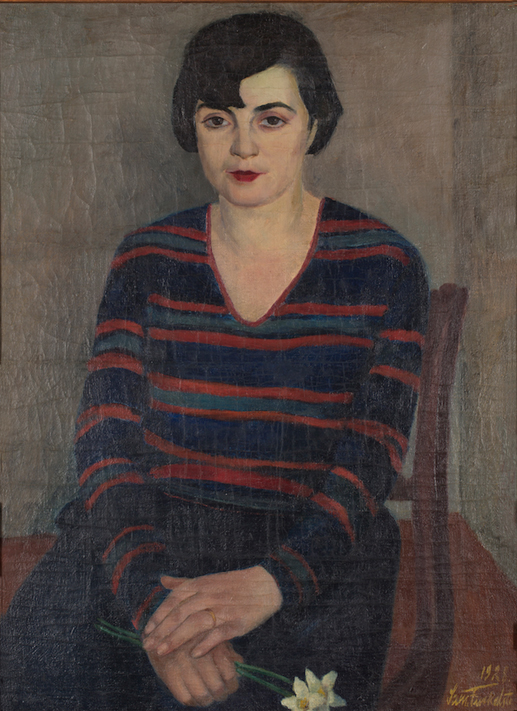
Porträt seiner Frau (1928)

Samuel Finkelstein (geboren 1890 in Sandomierz, Russisches Kaiserreich; gestorben 1942 im Vernichtungslager Treblinka) war ein polnischer Maler.

## Leben
Samuel Finkelsteins Geburtsjahr wird mit 1889, 1890, 1891, 1892 oder (meist) 1895 angegeben. Er lebte als Sohn eines Kaufmanns in Łódź und brach seine kaufmännische Lehre ab, um 1913/14 im österreichisch-ungarischen Teil Polens Malerei an der Akademie der Bildenden Künste Krakau bei Wojciech Weiss zu studieren. Von 1915 bis zum Sommer 1918 studierte er an der Akademie der bildenden Künste Wien. Nach Ende des Krieges zog er wieder nach Łódź.
Finkelstein gehörte der Künstlergilde Jednoróg (Einhorn) an und ab 1926 der Gruppe Łódzian (später umbenannt in Start). Er schloss sich den Aktivitäten des Malers Tadeusz Pruszkowski in der Malersommerfrische Kazimierz Dolny an. Finkelstein malte auch Szenen aus dem Leben der Juden Polens. Seine Kompositionen sind zwischen dem malerischen Realismus und Postimpressionismus angesiedelt.
Finkelstein wurde 1942 Opfer des Holocausts im Vernichtungslager Treblinka.